# آسونا تاناکا
آسونا تاناکا (انگلیسی: Asuna Tanaka؛ زادهٔ ۲۳ آوریل ۱۹۸۸) بازیکن فوتبال اهل ژاپن است.
از باشگاه‌هایی که در آن بازی کرده‌است می‌توان به باشگاه فوتبال ۱.اف‌اف‌سی فرانکفورت، باشگاه فوتبال آی ان ای سی کوبه لئونسا، و باشگاه فوتبال آی ان ای سی کوبه لئونسا، اشاره کرد.
وی همچنین در تیم‌های ملی فوتبال زیر ۲۰ سال ژاپن زنان ژاپن بازی کرده‌است.
وی در مسابقات کشوری و بین‌المللی در مجموع برندهٔ ۱ مدال نقره شده‌است.